# Лъчисти змии
Лъчистите змии (Xenopeltis) са род влечуги, единственият в семейство Xenopeltidae.
Таксонът е описан за пръв път от нидерландския ботаник Каспар Георг Карл Райнварт през 1827 година.

## Видове
- Xenopeltis hainanensis
- Xenopeltis intermedius
- Xenopeltis unicolor – Лъчиста змия